# Estanzuela los Lulos
Estanzuela los Lulos är en ort i Mexiko.   Den ligger i kommunen Epitacio Huerta och delstaten Michoacán de Ocampo, i den sydöstra delen av landet, 140 km nordväst om huvudstaden Mexico City. Estanzuela los Lulos ligger 2 377 meter över havet och antalet invånare är 244.
Terrängen runt Estanzuela los Lulos är kuperad åt nordost, men åt sydväst är den platt. Runt Estanzuela los Lulos är det ganska tätbefolkat, med 75 invånare per kvadratkilometer. Närmaste större samhälle är Amealco, 13,4 km nordost om Estanzuela los Lulos. I omgivningarna runt Estanzuela los Lulos växer huvudsakligen savannskog.